# Medalla Florence Nightingale
La Medalla Florence Nightingale es una condecoración civil de carácter internacional otorgada por el Comité Internacional de la Cruz Roja que fue creada en el año 1912. Recibe el su nombre en honor de Florence Nightingale una escritora, estadística y enfermera británica, considerada una de las pioneras de la modernización y profesionalización del oficio de la enfermería.

## Estatuto de concesión de la medalla
El reglamento actual de la Medalla Florence Nightingale fue aprobado en el mes de noviembre de 1991, por el Consejo de Delegados que se había reunido en el marco de la XXVI Conferencia Internacional de la Cruz Roja, celebrada en la ciudad de Budapest, que entró en vigor el 3 de agosto del año siguiente. Esta medalla sirve de reconocimiento a las personas que se hayan distinguido, tanto en tiempo de guerra como en periodos de paz, por:
1. Haber mostrado una valentía y una entrega excepcionales en la atención prestada a heridos, enfermos, inválidos o en favor de poblaciones civiles, ya sean éstos víctimas de conflictos o catástrofes.
2. Haber prestado servicios considerados ejemplares o haber demostrado tener un espíritu pionero y creativo en los ámbitos de la prevención, la salud pública y la formación a los cuidados de enfermería.

## Historia
Reservada a enfermeras hasta el año 1991, en la actualidad esta medalla se concede a todos los diplomados en enfermería sin distinción de sexos y  además, a hombres y mujeres que prestan servicios como auxiliares voluntarios que sean miembros activos o colaboradores regulares de una Sociedad Nacional de la Cruz Roja o de la Media Luna Roja, instituciones de asistencia médica o de enfermería afiliada a alguna Sociedad Nacional de la Cruz Roja. Posee una categoría única, se entrega cada dos años y es posible realizar nombramientos  "a título póstumo" en los casos en que los condecorados hayan fallecido en cumplimiento de su deber. Su concesión, en circunstancias normales, está limitada a un máximo de cincuenta aunque en un primer momento fue de seis enfermeras por año. En 1920 este número se aumentó a 42 a causa de los estragos causados por la  Primera Guerra Mundial.
El 12 de mayo, fecha del nacimiento de Florence Nightingale, en los años en que esté previsto entregar esta medalla, el Comité Internacional da a conocer públicamente los nombres de las personas elegidas entre todas las candidaturas presentadas por los diferentes comités centrales de las diferentes Sociedades Nacionales. La imposición se realiza en el país del galardonado y debe llevarla a cabo el jefe de Estado o el presidente del comité central de la Sociedad Nacional de la Cruz Roja, personalmente o por delegación, en el transcurso de una ceremonia solemne.

## Descripción
La insignia consiste en una medalla con forma de almendra realizada de plata sobredorada. En su anverso se reproduce el retrato de Florence Nightingale rodeado por la inscripción "Ad memoriam Florence Nightingale 1820-1910" (que en latín significa: En memoria de Florence Nightingale 1820-1910). En su reverso, formando contorno, puede leerse  "Pro vera misericordia et cara humanitate perennis decor universalis" (Para la verdadera misericordia y la querida humanidad es perenne la belleza universal). En el centro figuran grabados el nombre del condecorado y la fecha de concesión. La insignia se porta sujeta de una cinta dividida en tres franjas de color rojo, las exteriores y blanco la central. Dentro de la franja central, de mayor tamaño, figuran dos franjas amarillas y estrechas, a modo de filetes, colocados cerca de sus bordes, pero sin llegar a tocarlos. La cinta está adornada en su parte inferior(sobre la insignia) con la cruz roja de brazos iguales, que da nombre y es símbolo de la organización. La cruz roja está rodeada por corona de laurel. La insignia se acompaña de un diploma acreditativo realizado en pergamino.